# 加藤シーナ
加藤 シーナ（かとう しーな、1993年5月9日 - ）は、日本のグラビアアイドル。北海道北見市出身。office VISH所属。

## 人物
- 趣味はおしゃべり、食べること、温泉、ダイビング。
- 特技はマラソン、早口言葉、大食い、なわとび、運動、裁縫。
- ヤンチャン学園 音楽部 2期生[1]。

## 作品

### 映像作品
- First Touch! 加藤シーナ（2013年2月28日、大洋図書）
- 究極乙女 加藤シーナ（2013年5月31日、KUDETA）
- 聖＊少女 妄想スケッチ Vol.5 加藤シーナ（2013年12月21日、マックス）
- プルプル♥じんじん（2016年12月23日、グラヴィス）
- 初恋天使～先生の秘密（2019年8月2日、グラヴィス）

## 出演

### テレビ
- もっと温泉へ行こう! 70 伊香保温泉編（2015年・フジテレビNEXT）

### ラジオ
- DJ KO-TAROのGirls A GO!GO!（2014年4月29日・5月6日、MBSラジオ）

### インターネット
- グラ☆スタ!バンバン（2013年・2014年、ニコニコ生放送） - レギュラー